# Северный (Кыштымский городской округ)
Се́верный (Се́верная Кузнечиха) —посёлок в Кыштымском городском округе Челябинской области России. 

## География
Расположен на северной границе Кыштымского городского округа, окружён заброшенными рудниками. 
Расстояние до центра городского округа Кыштыма 20 км.

## История
Основан в 1926 году переселенцами из Башкирии. Первоначально носил название Северная Кузнечиха в отличие от Южной Кузнечихи, расположился ниже по реке. В окрестностях поселка Карабашской геологоразведочной партией была обнаружена золотая жила, позднее открыто месторождение колчедана-полиметаллических руд. В 1928 началось строительство рудника и золотопромывальной фабрики. С пуском их в поселок стали приезжать рабочие с семьями; быстрыми темпами строилось жилье. В 1933 г. насчитывалось 14 домов, в 1938 г.  — 343 дома, появились 4 школы, 2 клуба, магазины, 2 фельдшерских пункта, больница. В 1938-1960 годах имел статус посёлка городского типа.В эти годы здесь жил и работал Борис Михеев, технический руководитель Кузнечихинского приискового управления, сделавший немало для развития посёлка
В 1960 г., как и в Южной Кузнечихе начался кризис, местные начали уезжать, а на их место приезжали садовники. В 1985-1995 гг. годах на здесь располагалось подсобное хозяйство Кыштымского радиозавода. До 1990-х собирали и перерабатывали смолу.
Сейчас в селе имеются комплекс «школа — детский сад», клуб, библиотека, 2 магазина фельдшерско-акушерский и ветеринарные пункты, практикуется частная золотодобыча. Работает хлебопекарня. В 2015 году хотели заново запустить переработку смолы, но не получилось. В 2020 году открылся новый фельдшерско-акушерский пункт, по программе «Земский доктор» были приглашёны врач и фельдшер.     

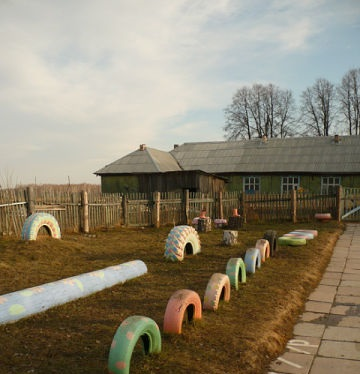
Детский сад в посёлке Северном

## Население
| 2002 | 2010 |
| ---- | ---- |
| 266  | ↗311 |

По данным Всероссийской переписи, в 2010 году численность населения посёлка составляла 311 человек (151 мужчина и 160 женщин).

## Транспорт
В посёлке развита автобусная сеть, состоящая из нескольких остановок. Действует остановочный пункт 141 километр Южно-Уральской железной дороги.

## Достопримечательности
Расположен памятник погибшим во голы Великой Отечественной войны, бюст Ленина. Близ Северного расположены заброшенные рудники барита и золота. 

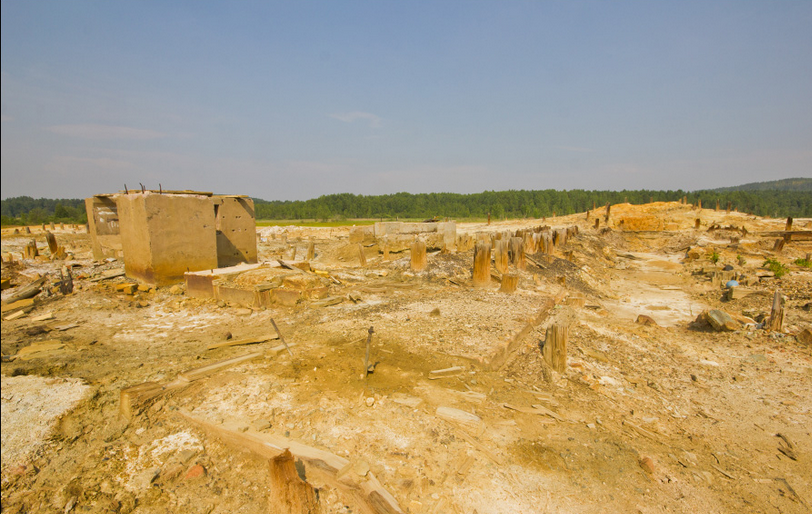
Фундамент обогатительной фабрики в посёлке Северном

## Улицы

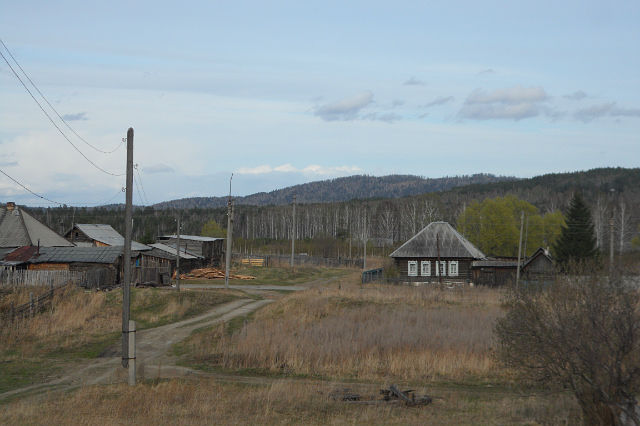
Вид посёлка Северного

Уличная сеть посёлка состоит из 16 улиц и 1 площади. Главная улица посёлка носит имя В.И. Ленина.                                

## См.также
- Южная Кузнечиха